# Ernest Walton
Ernest Thomas Sinton Walton (Dungarvan, 6 de outubro de 1903 — Belfast, 25 de junho de 1995) foi um físico irlandês. Recebeu o Nobel de Física de 1951, por trabalhos pioneiros sobre transmutação de núcleos atômicos através de partícula aceleradas artificialmente.

## Vida
Ernest Walton era filho de um ministro metodista. Depois de se formar em uma faculdade metodista em Belfast, ele começou a estudar matemática e física experimental no Trinity College em Dublin em 1922 e se formou em ambas as disciplinas em 1926/27. Ele então se mudou para uma bolsa de pesquisa para o Laboratório Cavendish na Universidade de Cambridge, que era chefiado por Ernest Rutherford. Após receber seu doutorado em 1931, ele permaneceu em Cambridge até 1934 e então retornou ao Trinity College. Em 1946 ele se tornou professor de filosofia natural e física experimental.
Walton casou-se com Freda Wilson, filha de um pároco metodista em 1934, e tem dois filhos (Alan e Philip) e duas filhas (Marian e Jean). Ele morreu em Belfast em 1995.
Está sepultado no Cemitério Deans Grange.

## Trabalho
Walton já fazia pesquisas em Cambridge sobre a aceleração de íons por meio da tensão direta e também de elétrons de acordo com o princípio do betatron. Junto com John Cockcroft, ele desenvolveu o acelerador Cockcroft-Walton. Com ele, conversões (reações nucleares) poderiam ser acionadas e detectadas pelo bombardeio de vários núcleos atômicos leves com prótons rápidos
Em 1951, Ernest Walton e John Cockcroft receberam o Prêmio Nobel de Física “por seu trabalho pioneiro no campo da conversão do núcleo atômico por partículas atômicas aceleradas artificialmente”.